# MT-LBu
El vehículo multiusos MT-LBu es un blindado soviético de uso anfibio que fue desarrollado en base al MT-LB, pero sin dotación de armamento y bajo el código de fábrica Ob'yekt 10 a finales de los 60. Dispone de una motorización más poderosa, y cuenta con un casco 40 cm más alto y una mayor longitud en el chasis, lo que le hace incorporar una séptima rueda de impulsión en cada lado.

## Desarrollo
En los años 1970 la Dirección Central Soviética de Automóviles y Tractores se había embarcado en el desarrollo de un programa para el reemplazo de la serie de blindados AT-P, los cuales eran usados como tractores de artillería (los cuales estaban basados en el ASU-57) con una nueva generación de vehículos. La serie MT-L se desarrolló para cumplir con este requerimiento, y estuvo basada en el chasis del PT-76. La serie MT-LB es la variante blindada del vehículo. Su entrada en producción se dio en los inicios de la década de los  70's, y resultó ser una muy económica variante para construir, al estar basada en muchos componentes existentes incluyendo el motor, el cual es actualmente usado como el impulsor de un camión civil. La serie MT-LBu es más grande, y no dispone de armamento y es usada como el anterior como la base para muchos vehículos especializados. Su construcción estuvo encomendada a la planta de tractores de Járkov (actualmente Ucrania) en la anterior URSS así como se licencia su producción a Polonia (Huta Stalowa Wola S.A.) y en Bulgaria (Beta JSC).

## Descripción

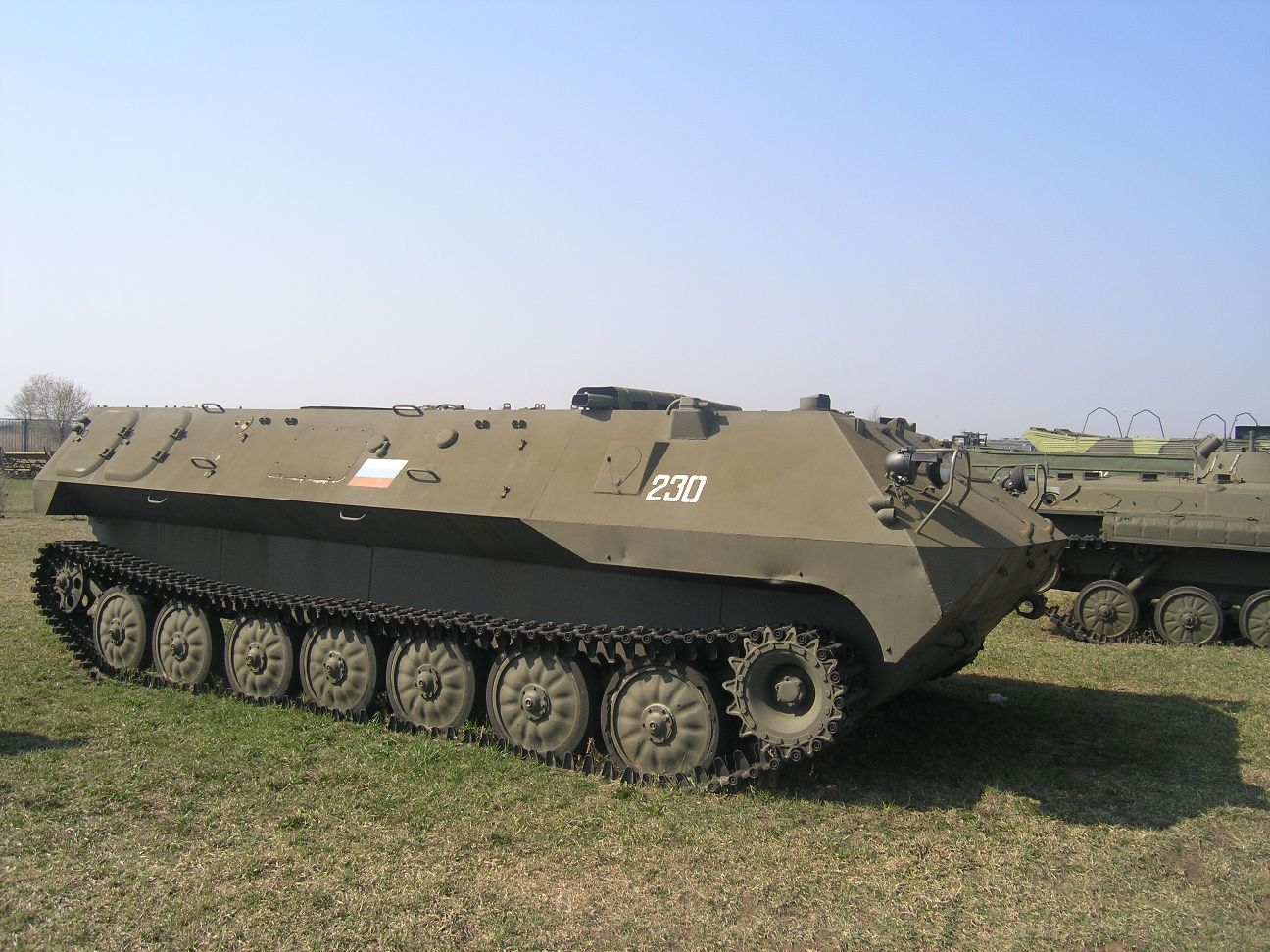
Perfil de un "MT-LBu".

La tripulación de a bordo -"compuesta del conductor y el comandante"- se encuentra ubicada en un compartimiento al frente del vehículo, donde el motor está tras sus posiciones. El conductor está provisto de un conjunto de miras TVN-2 con luz infra-roja en el periscopio, que en combinación con el sistema de visión térmica de tipo infrarrojo OU-3GK (que tiene aparte una lámpara de luz blanca como respaldo) le provee de un rango de alcance de hasta 40 m. El MT-LBu está equipado con sistemas de protección y sistemas de detección de contaminantes ABQ GO-27, un sistema de filtrado de aire FVU y un sistema de navegación GLONASS incorporado en los modelos recientemente actualizados en Rusia.
La capa de blindaje dispuesta en su estructura le protege de los impactos de armas de pequeño calibre así como de esquirlas con grosores de hasta 3 y 10 mm de acero en su construcción. Cuenta con una capacidad de carga de 6500 kg. El vehículo es totalmente anfibio, siendo propulsado en el agua por sus orugas. El compartimiento de tropa está atrás y tiene una capacidad en volumen de 13 m³, y dispone de una tronera en el techo para evacuación, que se abre hacia atrás. En el centro del techo se halla una tronera circular recubierta por una placa de que se puede usar, siempre y cuando no tenga torreta alguna, como puerta de salida. El MT-LBu cuenta para su defensa desde el interior con sólo 2 troneras: una en el lado frontal derecho, y la otra en la compuerta trasera, ambas cuentan con un aparato de visión asociado.

## Variantes

### URSS (Rusia y Ucrania)
- MT-LBu - Versión básica. Muchos son llamados "variantes del MT-LB" , pero en realidad están basados en el MT-LBu.
  - 1L259 "Zoopark-1" - Vehículo de radar de seguimiento para localización de objetivos y control de sistemas de tiro 1L219.[5]
    - 1L259M "Zoopark-1M" - Versión modernizada, presentada en el 2002.

  - 1L245 - sistema de control por radar para sistemas de armas en superficie, con un sistema de supresión de 1,000W de potencia de salida.
  - 1RL-243
  - 1S80 "Sborka" PPRU (podvizhnyj punkt razvedki i upravleniya) - Radar de alerta temprana de banda G para las unidades de defensa antiaérea, con un alcance máximo de 80 km. Conocido en la OTAN com DOG EAR. Versiones posteriormente modificadas incluyen las variantes PPRU-M, PPRU-M1 y la PPRU-M1-2, la última en ser presentada en el 2007.
  - 1V12 "Mashina" KSAUO - Este sistema de control de fuego (kompleks sredstv avtomatizirovannogo upravleniya ognyom/Комплекс средств автоматизированного управления огнем) entró al servicio en 1974 y consiste de 8 vehículos en 4 diferentes modelos. Grandes mejoras han sido desarrolladas par estos blindados, incluyendo a los vehículos 1V12-3 "Mashina-M", 1V12M "Faltset", 1V12M-1 y 1V12M-2. Este conjunto es localizable en baterías de artillería equipadas con howitzers autopropulsados como los de los modelos 2S1, 2S3, 2S5 y 2S19.
    - 1V13 - battery fire control center, three per set. The 1V13 has a crew of 6 and is equipped with a PAB-2AM aiming circle, range finders, an automatic data processing system APK or APPK, three radio sets R-123M (or R-173) and an observation device PV-1 on top of the turret. Early models were armed with the DShK-M, later vehicles have the NSVT and a generator GIV-8/8000 on the right rear. Former NATO designator: ACRV M1974/1.
    - 1V14 - battery command and forward observer vehicle, three per set. This type can be identified by the observation systems VOP-7A, 1PN44 and DAK-2M mounted on the turret top and right side. Radio sets as per 1V13 plus one R-107. Crew: 5, armament: one PKMB 7.62 mm. Former NATO designator: ACRV M1974/2a.
    - 1V15 - very similar to 1V15 but fitted with a slim antenna mast for the R-130M radio. One of the R-123M's has been replaced by an R-111. This is the battalion commander's vehicle. Former NATO designator: ACRV M1974/2b.
    - 1V16 - battalion fire direction center with 9V59 computer and meteo set MDK7. Armament as per 1V13, radio sets as per 1V15 plus one R-326. Crew: 6-7. Former NATO designator: ACRV M1974/3. The model with generator has no turret.

  - 9S714-N-18
  - 9V514 “Beta-3” - divisional computer vehicle, belongs to the PASUV set. The specialised equipment consists of an Argon-40 computer and the T-244 data processing unit. Produced from 1980 to 1990.
  - ARK-1 (artilleriskiy radiolokatsionnyi kompleks) - mobile H-band artillery locating radar 1RL-239 with a detection range of 15 km (howitzers) to 40 km (tactical missiles). Usually found in the division's recce battery.
    - ARK-1M - improved model with generator.

  - I-52 - mine scattering vehicle, developed in the 1990s by KVSZ from Ukraine. On the vehicle's roof are two mine dispensers with 90 cassettes each for anti-tank and anti-personnel mines PFM-1, PMF-1S, KSO-1, POM-1 or -2, GTM-1 and/or PTM-3.
  - KDKhR-1N “Dal” (kompleks nazemnoy distantsionnoy khimicheskoy razvedki) - long-range chemical detection system that works with lasers with a detection range between 1,000 and 7,000 meter. The other specialised equipment consists of the TNA-4-6 naviagtion apparatus, a computer, a data processing unit, the PRKhR detection system, an automatic gas detection device GSA-12, PGO-11 gasindicator, KPO-1 sampling set and the “Karat” TV system.
  - LKM3 or P-256B - cable laying version.
  - MP21-25 - vehicles that belong to the automated field command set PASUV "Manyevr" that was developed in 1972. Vehicles of the PASUV-R set (from 1984) are equipped with the data processing unit "Redut-2P" and have the suffix R in their designator. All models are equipped with an 8 kW generator, an antenna mast AMU and several movable wip antennas.
    - MP21 (9S743) - for the division commander and his staff (MP21M), the NBC defence section (MP21M-2) and the intelligence cell (MP21M-3).
    - MP22 (9S716) - version for the commander of the air-defence forces.
    - MP23 (9Sxxx) - version for the air-force liaison group with R-809M2 radio set for ground-air communications.
    - MP24 (9S775) - for the commander of the field artillery and rocket forces (MP24M), the chief-of-staff of the artillery regiments (MP24M-1) and the divisional artillery group (MP24M-2). Fitted with a DAK-2 range finder and the 1V57M artillery computer.
    - MP25 (9S717) - version for processing of radar data.

  - MP22-1 "Ranzhir" (9S737) - mobile command post for 9K331 “Tor” (SA-15) batteries with a crew of 5. The vehicle is standard equipped with the following systems: navigation apparatus TNA-4-4, computer E715-1-1, a sight VOP-7A, generators 137N and 134N, a data processing set T-235-1L, one radio set R-134, two R-171M, two R-173M, three R-173PM, one R-862, a single blade antenna (for R-862) and a slim 10m mast.
  - MP95 “Beta-4” - divisional computer vehicle of the PASUV-R set, fitted with an Argon-50 computer.
  - MZS-83 (moshchnaya zvukoveshchatel’naya stantsiya) - PsyOps vehicle with high-power loudspeaker system.
  - PPRI-5 - division-level signals vehicle.
  - R-149BMRg - signals vehicle, fitted with two R-171M radio sets, an R-163-50U, an R-163-10V, an R-134M, R-438, R-853 and R-012M, devices T-230-1A, T-240D and T-235-1U and a telephone set TA-2.
  - R-161B - HF/VHF signals vehicle fitted with the R-161 set with an output of 1 kW and with a range of 2,000 km.
    - R-161BM - modernised model with two R-161-10 sets.

  - R-330B - EW vehicle, fitted with automated jammer system. The unarmoured, truck-based version is called R-330T.
  - R-330KB - mobile automated command post for systems R-330B and R-378B.
  - R-330P "Piramida-I" - EW vehicle, fitted with a VHF jammer system with an output between 20 and 100 MHz and with a range of 25 km.
  - R-378B - EW vehicle, fitted with the automated HF jammer system ASP R-378 with an output of 1,000 W and a range of 50 km.
  - R-381T "Taran" - divisional Sigint set (kompleks radiotekhnicheskoj razvedki) that replaced the R-381 "Rama" set on GAZ-66 truck. A complete set normally consists of 7 vehicles in three different models:
    - R-381T1 “Taran 1” - interceptor station (x2);
    - R-381T2 “Taran 2” - direction finding station (x4);
    - R-381T3 “Taran 3” - control vehicle for the T1 and T2 (x1).

  - R-412B - divisional tropospheric relay station, fitted with two parabolic antennas R-133 and a generator GAB-8-T/230.
  - R-439BG "Legenda-2BG" - mobile SatCom station.
  - R-934B - EW vehicle, fitted with an automated system to jam aircraft VHF/UHF communications.
  - TGM (transportnaya gusenichnaya mashina) - civilianised transporter.
- 2S1 - obús con un cañón del calibre 122 mm.

### Polonia
La firma polaca HSW S.A. (Huta Stalowa Wola S.A.) cuenta con la licencia de producción del MT-LBu.
- ZWDSz 1 (zautomatyzowany wóz dowódczo sztabowy) - Vehículo de comando del sistema de comando automatizado "Irys". Entró en servicio en el año 2002, y está basada en la versión "MP-21-25".

### Bulgaria
- KShM 9S743 - Vehículo de comando y hefatura, inicialmente muy similar al diseño soviético MP24 pero ha sido actualizado en el año 2000 con un nuevo conjunto de radiocomunicación. En servicio.
- Iskra
- MTP-1 - Vehículo de combate de ingenieros, equipado con una pala frontal delante, una grúa montada en el techo con una capacidad de tiro de hasta 3,000 kg y una ametralladora montada en una torreta TKB-01 en la esquina frontal derecha (como en el MT-LB). El peso en combate es de 14 t. Únicamente como un prototipo.
- KShTMS - Vehículo de comando y control, dotado con equipamiento automatizado.
- KShM-R-55 - Vehículo de comando, dotado con equipamiento de radiocomunicaciones "R-55B". Éste consiste de un radio de alta frecuencia "R-55R", el receptor "R-55P", el radio de banda VHF "R-33" y el receptor "R-23".
- MSP-1
- MSP-2

### Hungría
- MFAJ (müszaki felderitö akadály-elháritó jármü) -  Vehículo de transporte para los escuadrones de ingenieros militares.

### Suecia
- Pbv 4020 (pansarbandvagn) - Designación sueca para los vehículos básicos (anteriormente de la serie 1V12, modificados).
- Stripbv 4021 (stridsledningbandvagn) - Vehículo de mando, equipado con tres sistemas de radio Ra 180, un sistema de radiocomunicación Ra 195, uno del modelo Ra 422 y un tablero de controles.
- Sjvpbv 4024 (sjukvårdspansarbandvagn) - Vehículo de tipo ambulancia que cuenta con 4 camillas.

### Finlandia
- MT-LBu-TP (tulipatterin komentopaikkapanssarivaunu) - Puesto de comando de baterías de artillería. Es una variante modificada del 1V13, equipado con el conjunto de una ametralladora NSVT-12.7, lanzagranadas de humo Wegmann de calibre 76 mm, cajas de almacenamiento y un generador de electricidad,y su tripulación era de 8 hombres. Los primeros tres prototipos fueron desarrollados por Vammas en 1993, el resto de la flotilla sería modificado entre 1995 y 1997.
- MT-LBu-P (paikantamispanssarivaunu) - Versión del 1V14/15 modificada, usa un sistema de navegación satelital para su supervivencia y dispone de sistemas de preparación al combate en las posiciones de asiento de los tripulantes. Las modificaciones externas le hacen lucir como un MT-LBu-TP, pero armado con una PKM.
- MT-LBu-PS (patteriston komentopaikkapanssarivaunu) - Versión del 1V16 modificada, usada como puesto de comando de las unidades de tipo batallón. Externamente es muy semejante a un MT-LBu-TP.

### Bielorrusia
Basados en versiones más antiguas -mayormente de las series 1V12- Minotaur de Bielorrusia, de desarrollo autóctono sobre los chasis que demostraban estar en mejores condiciones de los MT-LBu en servicio:
- TMPK "Mul" (transportnaya mashina perednego kraya) - vehículo de re-abastecimiento para la avanzada.
- TZM122 (transportno-zaryazhayushaya mashina) - vehículo de re-abastecimiento para las unidades de artillería 2S1 de avanzada.
- SM120 (samokhonyj minomyot) - plataforma para mortero 2B11 "Sani" de calibre 120 mm, y una carga básica de 48 cartuchos.
- PPMP (podvizhnyj punkt meditsinkogo pomoshchi) - ambulancia/vehículo sanitario.

## Usuarios

### Actuales
- Armenia -
- Azerbaiyán -
- Bielorrusia -
- Bulgaria -
- República Checa
- Finlandia - 16 MT-LBu-P/PS/TP
- Georgia -
- Hungría - 21 MFAJ
- Irak -
- Kazajistán -
- Polonia -
- Rusia -
- Serbia -
- Venezuela -
- Suecia - 38 Pbv 4020, 12 Stripbv 4021 y 10 Sjvpbv 4024
- Ucrania -

### Anteriores
- República Democrática Alemana - 17 conjuntos de actualización 1V12 (136 vehículos), 1 conjunto de actualización PASUV (18 vehículos), 1 conjunto de actualización R-381T "Taran" (5 vehículos) y R-330P. Los restantes fueron vendidos a Vietnam y Finlandia, los remanentes fueron regresados a la URSS o desguazados.
- Unión Soviética - Pasados a sus estados succesores.